# Temnadenia ornata
Temnadenia ornata là một loài thực vật có hoa trong họ La bố ma. Loài này được (Hoehne) Woodson miêu tả khoa học đầu tiên năm 1932.